# François l'Ollonais

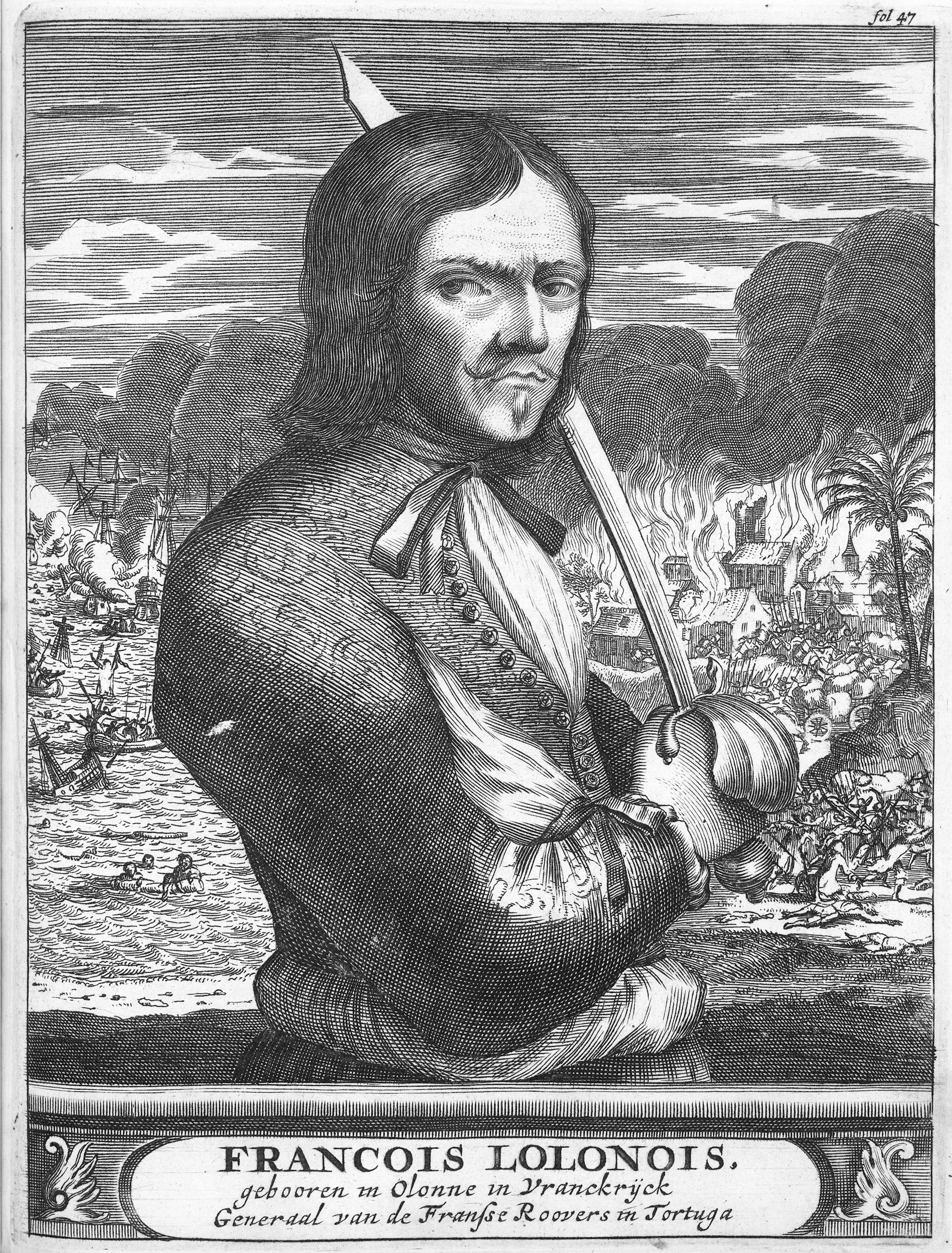
François l'Ollonais

François l'Ollonais, egentligen Jean-David Nau, född cirka 1635 i Les Sables-d'Olonne, Frankrike, död 1667 i Darién, Panama, var en fransk buckanjär och pirat.

## Biografi
François l'Ollonais föddes i Les Sables-d'Olonne i Frankrike, därav namnet l'Olonnais, och kom till Amerika som livegen tjänare. Han började sin sjörövarkarriär runt år 1665. Han visade sig så duktig som besättningsman att guvernören på Tortuga i franska Haiti gav honom ett eget kaparfartyg. Med detta led l'Ollonais dock skeppsbrott utanför Campeche i nuvarande Mexiko. Medan hans män togs tillfånga lyckades l'Ollonais genom list fly tillbaka till Tortuga där han utrustade en ny expedition.
Vid Kuba lyckades han komma över ett större fartyg och planerade sedan en avgörande expedition till Sydamerikas fastland. Med över 600 man och åtta fartyg begav han sig mot staden Maracaibo, i nuvarande Venezuela, som han intog och plundrade. L'Ollonais tillvägagångssätt för att finna stadens alla rikedomar väckte avsky till och med bland hans piratbröder eftersom han tog till oerhört hårda tortyrmetoder. Han plundrade även staden Gibraltar.
Sedermera led l'Ollonais återigen skeppsbrott utanför Mexikos kust. Han dödades under grym tortyr av indianer nära Darién i nuvarande Panama omkring år 1667.